# 丹佛铸币局
丹佛鑄幣局是美國鑄幣局的一個分部，1906年2月1日打造了它的第一個硬幣。

## 外部連結
维基共享资源上的相關多媒體資源：丹佛铸币局
- 美國鑄幣局（页面存档备份，存于）
- 丹佛鑄幣局遊客資訊（页面存档备份，存于）